# Running Wild
A Running Wild egy német heavy metal zenekar, mely 1976-ban Hamburgban alakult, de csak az 1980-as évek közepétől jelentek meg lemezei. Kezdetekben sátánista dalszövegeik, megjelenésük volt, de ezt hamar felváltották a kalóz és különböző történelmi témák.

## Történet

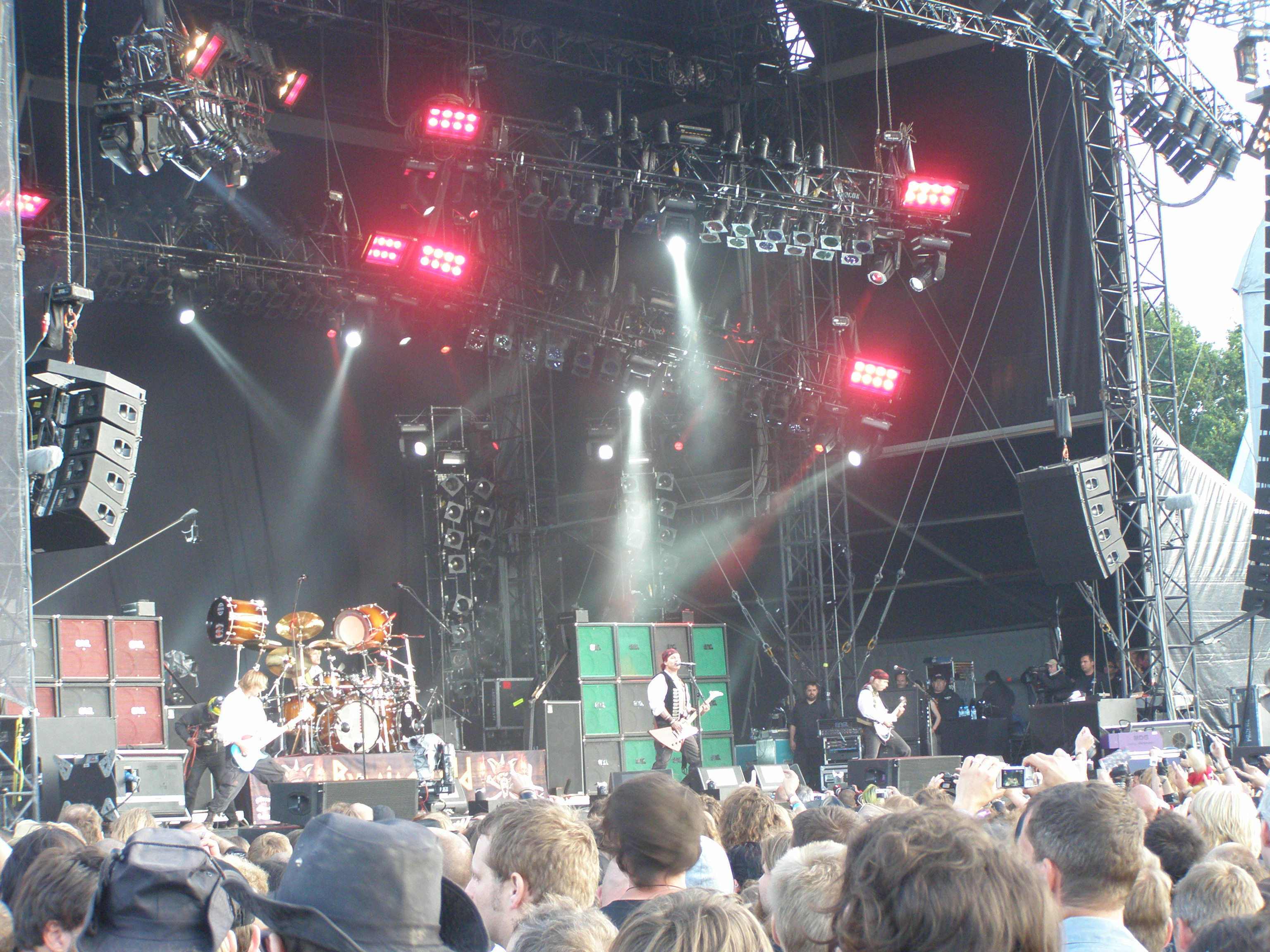
A zenekar 2009-ben, a Wacken Open Air fesztiválon

A zenekar 1976-ban alakult meg Hamburgban Rolf Kasparek (ének, gitár), Uwe Bendig (gitár), Michael Hoffman (dobok) és Jörg Schwarz (basszusgitár) részvételével. 1979-ben vették fel a Running Wild nevet. 1984-ben jelent meg első lemezük, Gates to Purgatory címmel, ami 20 000 példányban kelt el a kiadás utáni három hónapban.
Második albumuk 1985-ben jelent meg Branded and Exiled címmel, ez hozta meg számukra a teljes sikert Németországban, együtt léptek fel a Mötley Crüe-vel a Theatre of Pain turnén. 1987-ben adták ki az Under Jolly Roger című albumot, ami a mai napig az egyik leghíresebb és ez után meghatározó lett a zenekar életében a kalóz imázs. Első európai turnéjuk során Budapestre is eljutottak, ezután megjelent első koncertlemezük is Ready for Boarding címmel.
1988-ban adták ki a Port Royal albumot, melyben sok híres szám is helyet kapott (Pl a Conquistatores amihez akkor (88-ban!!!) klip is készült és az első dal volt amelyen 5 húros gitárral játszottak) 
1994-ben megjelent a Black Hand Inn amely a mai napig az egyik legjobb zenei albumuk. 
2003-ban a zenekar fennállásának 20. évfordulójára egy 2 cd-s válogatásalbumot adtak ki 20 Years in History címmel. Az együttes 2009-től 2011-ig nem volt aktív, mivel a zenekarvezető Rolf Kasparek a Running Wild pályafutásának befejezése mellett döntött. Akkori utolsó koncertjüket 2009. július 30-án adták a Wacken Open Air fesztiválon.
2011-es visszatérésük óta 2 albumot adtak ki, a Rapid Foray-t 2016-ban, és a Blood on Blood-ot 2021-ben, valamint néhány régi albumot is remastereltek...

## Tagjai

### Utolsó felállás
- Rolf Kasparek - Ének, gitár
- Peter Jordan - Gitár
- Jan S. Eckert - Basszusgitár
- Michael Wolpers - Dob

### Korábbi tagok
Gitár
- Uwe Bendig (1976-84)
- Gerald "Preacher" Warnecke (1984-85)
- Michael "Majk Moti" Kupper (1985-90)
- Axel "Morgan" Kohlmorgen (X-Wild) (1990-93)
- Thilo Hermann (Grave Digger, ex-Holy Moses, ex-Faithful Breath, ex-Risk) (1994-01)
- Bernd Aufermann (Angel Dust) (2002-04)

Basszusgitár
- Jörg Schwarz (1976)
- Carsten David (1976-79)
- Matthias Kaufmann (1980-83)
- Stephan Boris (1984-87)
- Jens Becker (Grave Digger, X-Wild) (1987-92)
- Thomas "Bodo" Smuszynski (ex-U.D.O., ex-Darxon) (1992-02)

Dob
- Michael Hoffmann (1976-82)
- Wolfgang "Hasche" Hagemann (1982-87)
- Stefan Schwarzmann (ex-Helloween, Paradox, ex-X-Wild, ex-Accept, ex-U.D.O., ex-Voice) (1987-88, 1992-93)
- Ian Finlay (ex-Justice, ex-Demon Pact) (1988-90)
- Jörg Michael (Stratovarius, ex-Saxon, Unleashed Power, ex-Axel Rudi Pell, ex-Avenger, ex-Rage, ex-Grave Digger, ex-Mekong Delta, ex-Tom Angelripper, ex-Headhunter) (1990, 1994-98)
- Rudiger "A.C." Dreffein (1990-92)
- Christos "Efti" Efthimiadis (1998-00)
- Angelo Sasso (2000-02)
- Matthias Liebetruth (2002-2009)

## Diszkográfia
Stúdióalbumok
- Gates to Purgatory (1984)
- Branded and Exiled (1985)
- Under Jolly Roger (1987)
- Port Royal (1988)
- Death or Glory (1989)
- Blazon Stone (1991)
- Pile of Skulls (1992)
- Black Hand Inn (1994)
- Masquerade (1995)
- The Rivalry (1998)
- Victory  (2000)
- The Brotherhood (2002)
- Rogues en Vogue (2005)
- Shadowmaker (2012)
- Resilient (2013)
- Rapid Foray (2016)
- Blood on Blood (2021)

Koncertlemezek
- Ready for Boarding (1988)
- Live (2002)
- The Final Jolly Roger (2011)

Válogatások
- The First Years of Piracy (1991)
- The Story Of Jolly Roger (1998)
- 20 Years in History (2003)
- Best of Adrian (2006)

Kislemezek/EP-k
- Victim Of States Power (1984)
- Bad To The Bone (1989)
- Wild Animal (1990)
- Little Big Horn (1991)
- Lead Or Gold (1992)
- The Privateer (1994)